# برجک برآمده

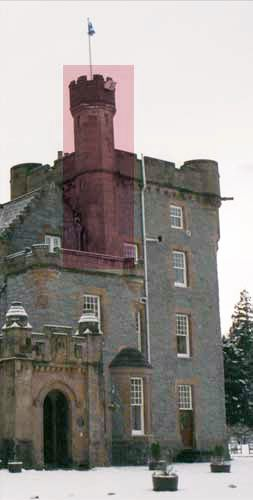
نمایی از یک برجک برآمده

برجک برآمده (انگلیسی: Turret) عنوان برجی به نسبت کوچک است که از کمر باروی قلعه تا بالای آن به‌طور برآمده امتداد دارد. اینگونه برج‌ها به‌طور معمول بر دو نبش بسته می‌شوند. نمونه‌های این نوع از برج‌ها به کرات در قلعه‌های قرون وسطی قابل دیدن است. اینگونه برج‌ها قابلیت تاکتیکی در جهت ارائه طرح یک موقعیت دفاعی/دیده‌بانی را به خوبی فراهم می‌نمودند. همچنین در جهت پوشش آتش دیوار مجاور در هنگام درگیری‌ها مورد استفاده قرار می‌گرفت. به مرور زمان از ارزش نظامی/دفاعی اینگونه برج‌ها کاسته شد تا جایی که صرفاً از دیدگاه تزیینی مورد استفاده قرار می‌گرفتند همانند استفاده در سبک معماری بارونیال اسکاتلند.

## نگارخانه

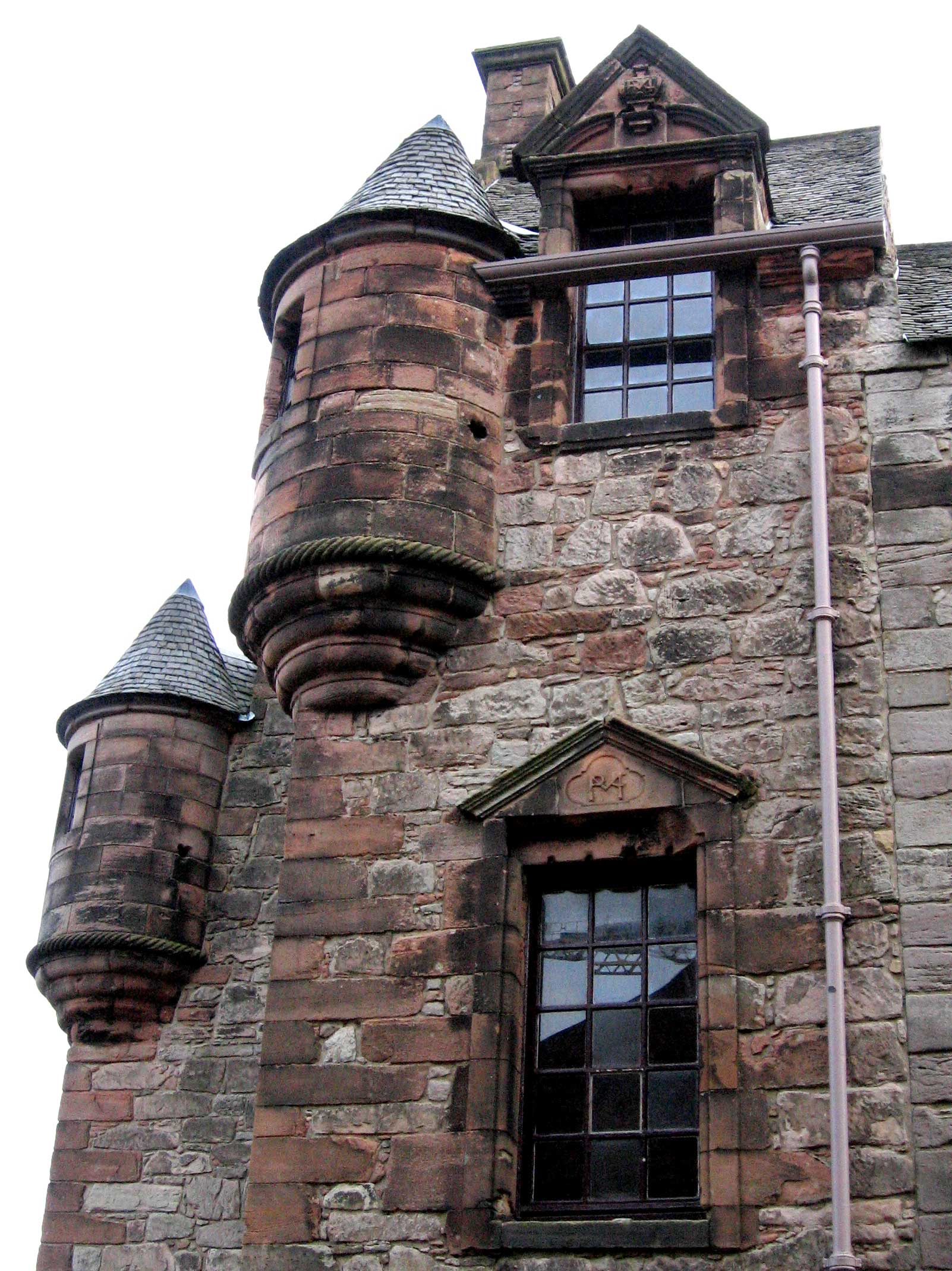
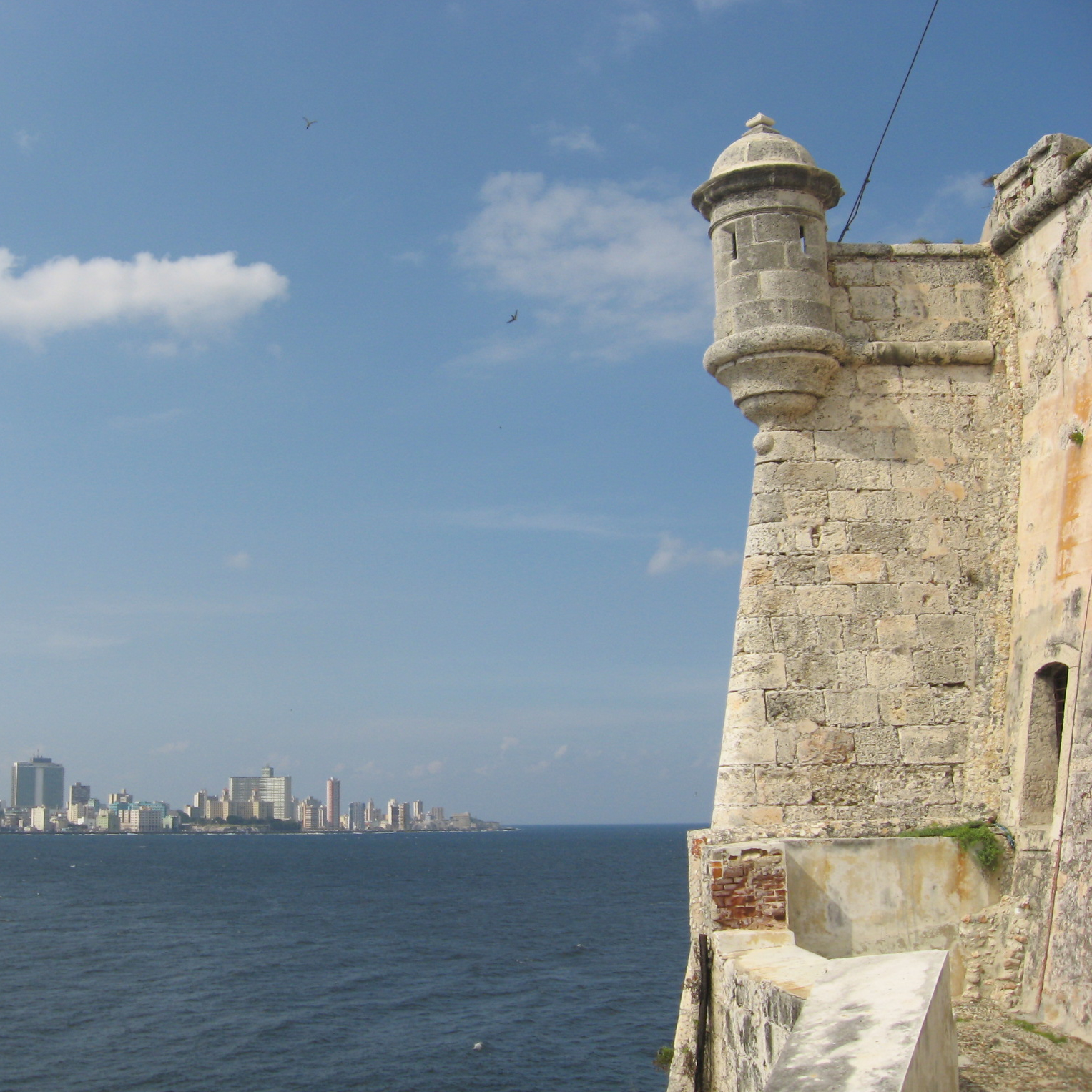
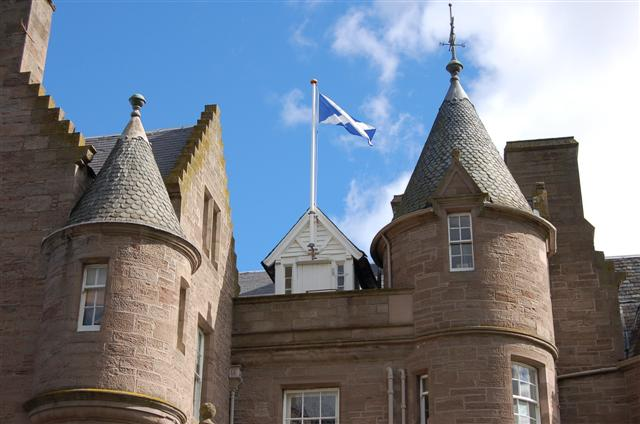
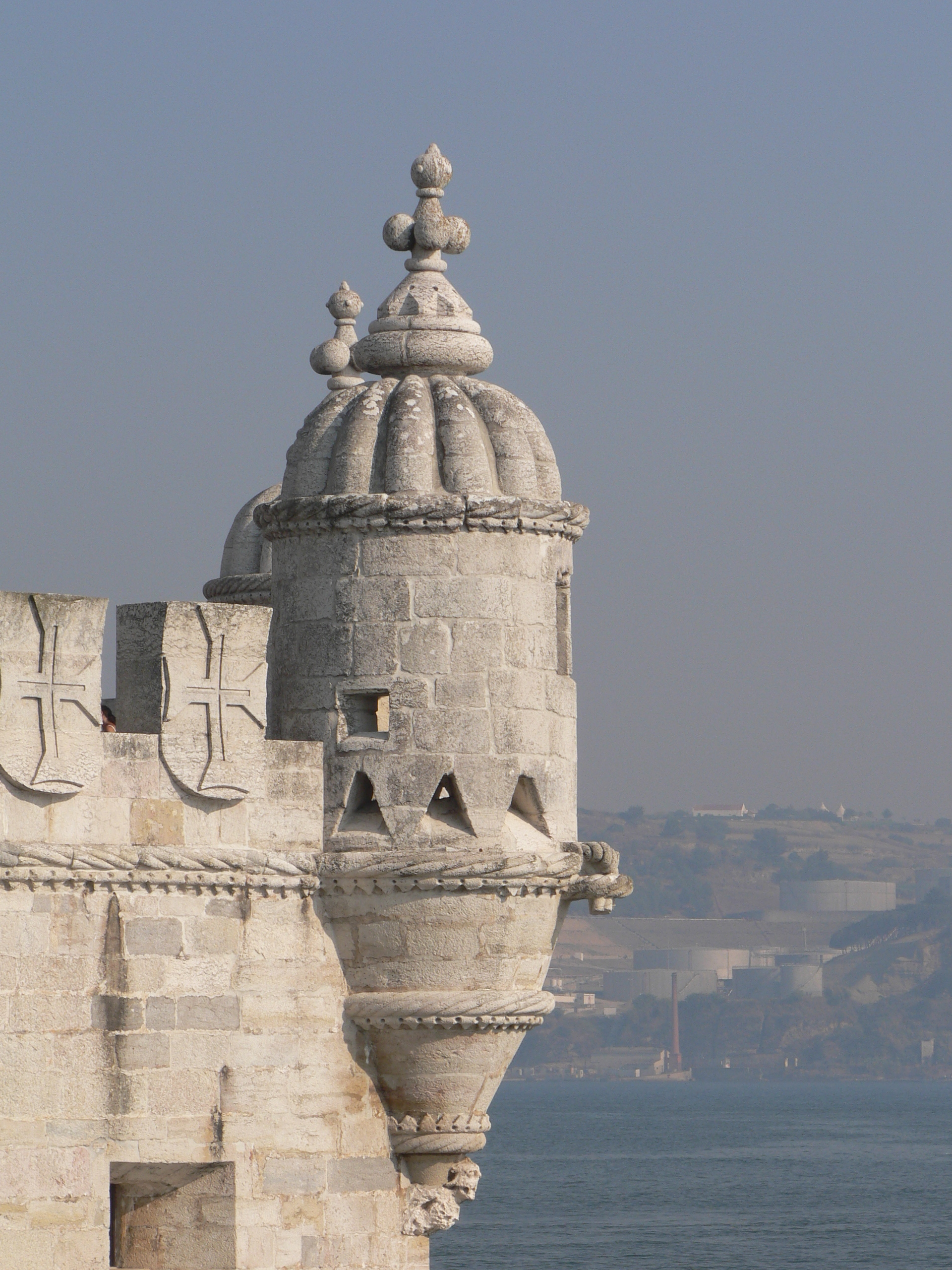
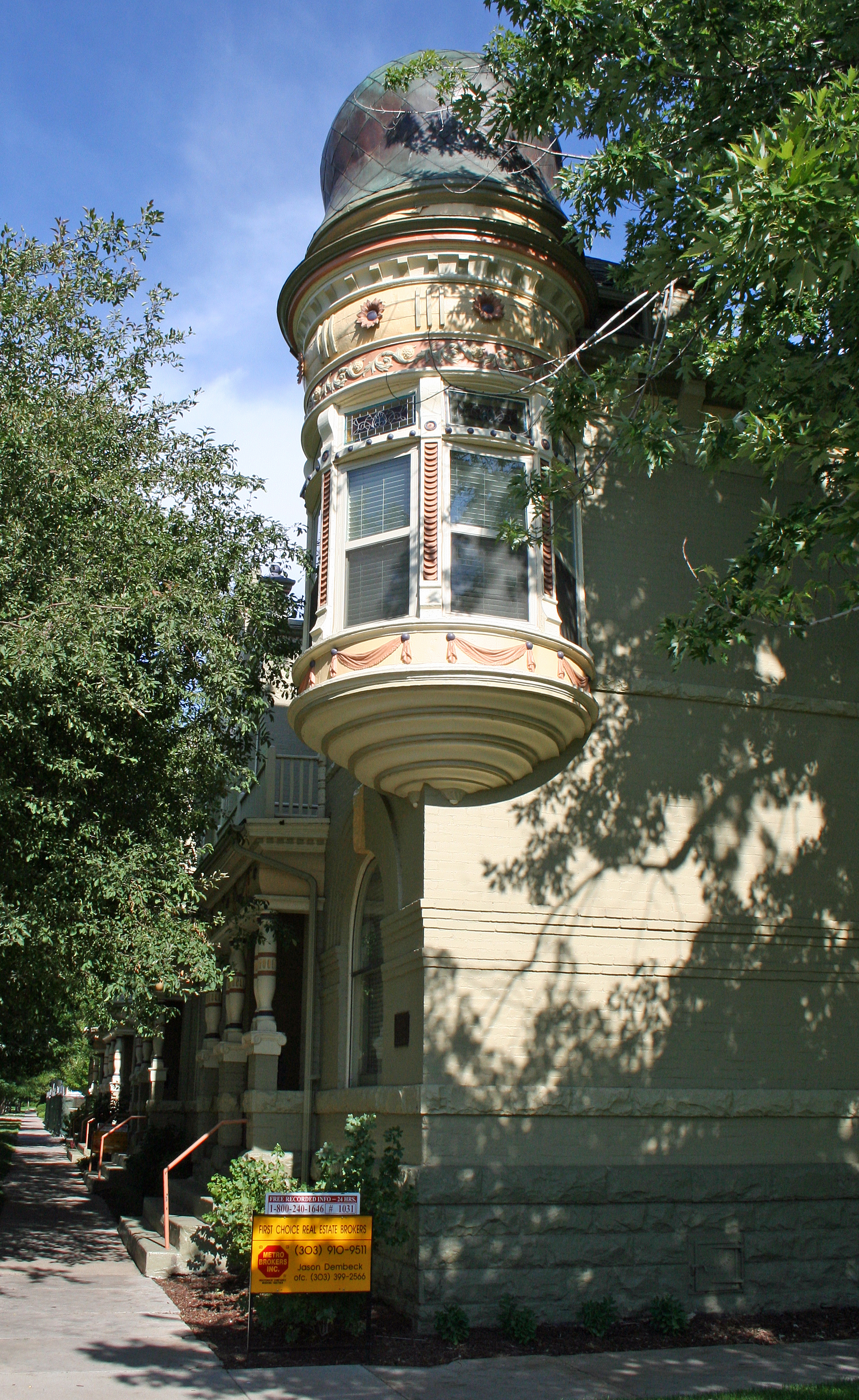